# Червона Армія Донбасу
Червона Армія Донбасу також Донецька армія (РСЧА) також Особлива Донецька пролетарська армія — військове формування створене на території Донбасу 8 лютого 1918 року на базі Червоної Гвардії Донбасу постановою Всеросійської колегією з організації та управління Робітничо-Селянської Червоної Армії.

## Історія
На другому з'їзді ревкомів Донбасу який проходив 15 січня 1918 року на станції Микитівка, під час обговорення питань про формування Червоної гвардії делегати більшовики вступили в запеклі дебати з делегатами від інших соціалістичних партій і анархістів. Більшовики виступили за формування червоної гвардії наближеної до форм організації регулярної армії в якій:
- замість безформних загонів — полки, роти і взводи.
- замість виборних командирів і комісарів домагатися їх призначення ЦШЧГД.
- партизанщина в її гірших формах повинна всіляко викоріниться.

Так як делегатів більшовиків було більшість були прийняті їх пропозиції, в доповненні була постанова про створення при ревкомах і районних радах Районних штабів Червоної гвардії Донбасу які діяли по дерективах з ЦШЧГД.
Після з'їзду ЦВРКД відрядив свого представника у Всеросійську військову колегію з доповіддю з питань організації Червоної армії в Донбасі.
8 лютого 1918 року начальник ЦШЧГД Пономаренко Дем'ян отримав мандат від Всеросійської колегії з організації та управління Робітничо-Селянської Червоної Армії на створення Червоної Армії Донбасу. Разом з мандатом Пономаренко отримав запевнення що з РРФСР в Донбас будуть надіслані інструктори та інструкції щодо переформатування Червоної гвардії Донбасу в армію. Одночасно з цим Колегія дала розпорядження про відправку Центроштабу понад два мільйони рублів грошей і на 30 тисяч осіб обмундирування та озброєння (головним чином, гвинтівки і кілька десятків кулеметів). З озброєння і обмундирування була отримана тільки половина. Інша частина, не потрапила в Донбас внаслідок заняття Харкова німцями.
Текст мандата:
|  | «Всеросійська колегія з організації та управління Робітничо-Селянської Червоної Армії сім засвідчує, що Центральному Штабу Червоної Армії, організованому на з'їзді Рад і Революційних Комітетів Донецького Басейну 15 січня з. м на ст. Микитівка, доручається організація і формування Червоної армії з межах Донської області і Донецького басейну. Всім установам пропонується надавати Штабу повне сприяння. Члени Всеукраїнської Колегії: Н. Подвойський. В. Трифонов. Н. Криленко ». |

17 лютого 1918 року Пономарьов розіслав телеграму всім станціям Південної, Катерининської, Північно-Донецької залізниць, всім комендантам, всім Радам робітничих, солдатських депутатів, революційним комітетам.
В якій говорилося:
|  | "згідно розпорядження Всеросійської Військової Колегії і Ради Народних Комісарів Донецької республіки, Центральний штаб Червоної гвардії Донецького басейну перейменовується в Центральний штаб Червоної Армії Донецького басейну і негайно приступить до вироблення інструкцій по організації Червоної Армії на загальних підставах." |

В кінці лютого 1918 пройшла реорганізація ЦВРКД і ЦШЧАД, були об'еденіни колегії ЦВРКД і ЦШЧАД щоб скоротити кількість засідань і апаратного листування. Була введена єдина структура районних штабів Червоної армії і були вироблені гнучкі форми зв'язку з ЦШЧАД. Всі ці підготовки пройшли для того щоб виконати директиву з Петрограда перейти від формування партизанських частин до формування регулярних армійських частин.
Формування армії загальмовувалось демобілізаційними настроями після розгрому Каледіна серед червоноармійців. Іншою проблемою було те що робочі шахтарі і селяни не сприймали німців як пряму загрозу, і тому не поспішали записуватися до лав Червоної армії. Частина населення Донбасу перебуваючи під впливом меншовиків чекало німецькі частини і частини Армії УНР як визволителів.
У Червону армію брали тільки тих хто приходив з рекомендаційним листом від робочої організації або за дорученням члена партії РСДРП (б). Усі червоноармійці підписували договір про обов'язкове прибування в рядах армії не менше шести місяців. Сім'ї червоноармійців реєструвалися і бралися на забезпечення ЦШЧАД. Але через погану роботи місцевих штабів робота з сїмями була погано налагоджена.
З великими зусиллями до початку березня ЦШЧАД вдалося налагодити централізовану роботу по мобілізації і формуванні частин армії. Основною проблемою була відсутність інструкторів і військових спеців що в Центроштабі що на місцях. Найбільшими фахівцями в новій армії були три прапорщика а всі інші були нижче унтер офіцери, єфрейтори, солдати, матроси. Та й цих не вистачало, так як найчастіше інструктора ж призначалися командирами частин і відправлялися з маршовими ротами на фронт. Необхідність поповнення фахівцями, хоча б нижчих рангів, відчувалася дуже гостро. Бажаючи виправити становище Антонов — Овсієнко направив в Донбас штаб і залишки 8-ї армії. По прибуттю в Донбас ЦШЧАД почав переговори з ревкомом 8-ї армії про розформування штабу і переходу фахівців в ЦШЧАД. В ході переговорів було досягнуто згоди що штаб 8-ї армії переходить в ЦШЧАД а Баранов, Круссер, Геккер входять в колегію Центроштаба. Таким чином Центроштаб поповнився двадцятьма фахівцями і двома полковниками Малаховський і Паніним. Майно 8-ї армії було передано в розташування Донецької армії.

### Війна Німеччини, Австро-Угорщини та УНР проти Радянської України
2 березня Раднарком ДКРР відправив телеграму в Донбас з вимогою негайної мобілізації всіх робочих, могутніх покинути рудники без шкоди для виробництва. 3 березня нарком ДКР Васильченко відправив телеграми в Микитівку, Юзовку, Горлівку, Дебальцеве, Бахмут, Луганськ, Таганрог. В якій вимагав усі сформовані загони Донецької армії відправляти до Харкова, кошти на відправку брати у місцевих капіталістів. 4 березня в Харкові утворився Надзвичайний штаб оборони ДКРР на чолі з Рухимовичем, в одній зі своїх телеграм член штабу Колядонко вимагав щоб ЦШЧАД надіслав з Донбасу вільні частини для оборони Харкова. В цій же телеграмі він говорив «Тут один порятунок бачать в вас». В цей же день Антонов-Овсієнко на переговорах з Рухимовичем домовився що формуванням і мобілізацією нових частин в Донбасі займається ЦШЧАД, фінансова частина доручалася Межлауку, склади постачання повинні були розташуватися в Костянтинівці.
У Слов'янську був сформований загін на чолі В. С. Марапульцем з залізничників і колишніх військовослужбовців який також виїхав на фронт, який брав участь в боях з німцями під Києвом. В цей же час під Одесою бився маріупольський загін під командуванням М. І. Клюєва який незабаром загинув. У наказі від 5 березня з незрозумілих причин Примаков був названий «командиром рудничних партизан» не вказано яких, йому було наказано зайняти участак фронту в районі Бахмач — Ніжин. Наказ відразу ж був виконаний. В цей же час з Микитівки Антонову-Овсієнку була відправлена телеграма в якій повідомлялося що 2 загони з Горлівки (80 бійців) і Дебальцеве (150 осіб) рвуться на фронт але через відсутність відправного пункту плутанини і брак обмундирування не можуть виїхати на фронт. А в самому Донбасі ради навіть не знали про існування військового відділу в Харкові. 7 березня Рухимович заснував в Донбасі 4 штаба в Таганрозі, Микитівці, Маріуполі, Юзівці в наказі говорилося що всі організації що займаються формуванням частин повинні увійти в зносини з перерахованими штабами. В цей же день загін з Дебальцевого відправився в розпорядження Коляденко до Знам'янки, загін з Покровська (300 бійців) Морозова відправився туди ж. В цей же час в розпорядження 1-й РСЧА в Катеринослав був відправлений загін шахтарів на чолі з Жлобою.
10 березня в Харків прибув 1-й Луганський соціалістичний загін (600 бійців) на чолі з Ворошиловим де його до-озброїли і до-сформували. За ним на фронт вирушив 2-й Луганський соціалістичний загін на чолі з А. Я. Пархоменко. Станом на 11 березня частини сформовані в Донбасі продовжували прибувати до Катеринослава. Окремі з них не підпорядковувалися Антонову-Овсієнку а підпорядковувалися тільки Рухимовичу. 12 березня на фронт в район Бахмача прибув Макіївський загін (200 бійців) на чолі з Риклюсом. 14 березня чехословацькі частини покинули Бахмач і загін Риклюса в паніці відступив в південному напрямку. 16 березня в Маріуполі готувався загін до відправки на фронт 1-й Маріупольський загін на чолі з В. А. Варгановим . Загін Варганова бився під Катеринославом до 4 квітня поки не відступив до Маріуполя.
В кінці березня під Конотоп на станцію Дубовязка прибуло три загону з Макіївки загальної численостью 600 бійців які 10 днів стримував натиск 27-го резервного німецького корпусу.
В кінці березня в районі Юзівки вже була сформована 13 000 Донецька армія.

### Оборона Донбасу
Лівий-есер І. К. Каховський який прибув в Донбас на початку квітня 1918 роки так описував настрій робітників і червоноармійців:

### Антибільшовицький рух опору в Донбасі в 1918
На початку березня в зв'язку з наступом австро-німецьких частин і частин Армії УНР, по Донбасу прокотилася хвиля антибільшовицьких маніфестацій. Так на станції Авдіївка 3 березня пройшов мітинг за Установчі збори, в цей же день в Слов'янську спалахнуло збройне повстання місцевого населення яке було придушене частинами Червоної армії.
В середині березня в Донбасі спалахнула нова проблема 100 000 німецьких військовополонених самовільно покидали підприємства і намагалися пробитися на батьківщину. У своїй більшості німці були вороже налаштовані по відношенню до більшовиків, в окремих місцях вони брали участі в антібольшицьких повстаннях мітингах і протестах.

## Структура
- голова ЦШЧАД — Харечко Тарас Іванович
- начальник штабу — Пономарьов Дем'ян Іванович
- відділ мобілізаціі- Соколов
- відділ формування та навчання — Пелихов
- відділ постачання — Фіногенов
- відділ зв'язку — Михайлов
- оперативна колегія — Пономарьов, Фіногенов і Соколов,
- медико-санітарний — А. Семашко, Есава
- секретар штабу — Осташенков

## Чисельність
- 8500
- 13000[28]
- 30000

## Озброєння
На початку березня 1918 року в розпорядження Донецької армії було передано майно 8-ї армії:
- радіостанцій — 9
- електростанція
- артдивізіон
- пульорт — 2
- озброєння
- обмундирування

В кінці березня за розпорядженням Леніна Всеросійська колегія Червоної армії прислала з РРФСР в Донбас 60 000 гвинтівок, 300 кулеметів, 50 000 комплектів обмундирування, збрую для коней і різне спорядження.

## Командування
- Геккер Анатолій Ілліч (з 27 березня)
- Баранов Петро Іонович (з 7 квітня)
- Круссер Олександр Семенович (з 20 квітня)